# Neoserolis inermis
Neoserolis inermis är en kräftdjursart som först beskrevs av Moreira1974.  Neoserolis inermis ingår i släktet Neoserolis och familjen Serolidae. Inga underarter finns listade i Catalogue of Life.